# Estação Can Cuiàs

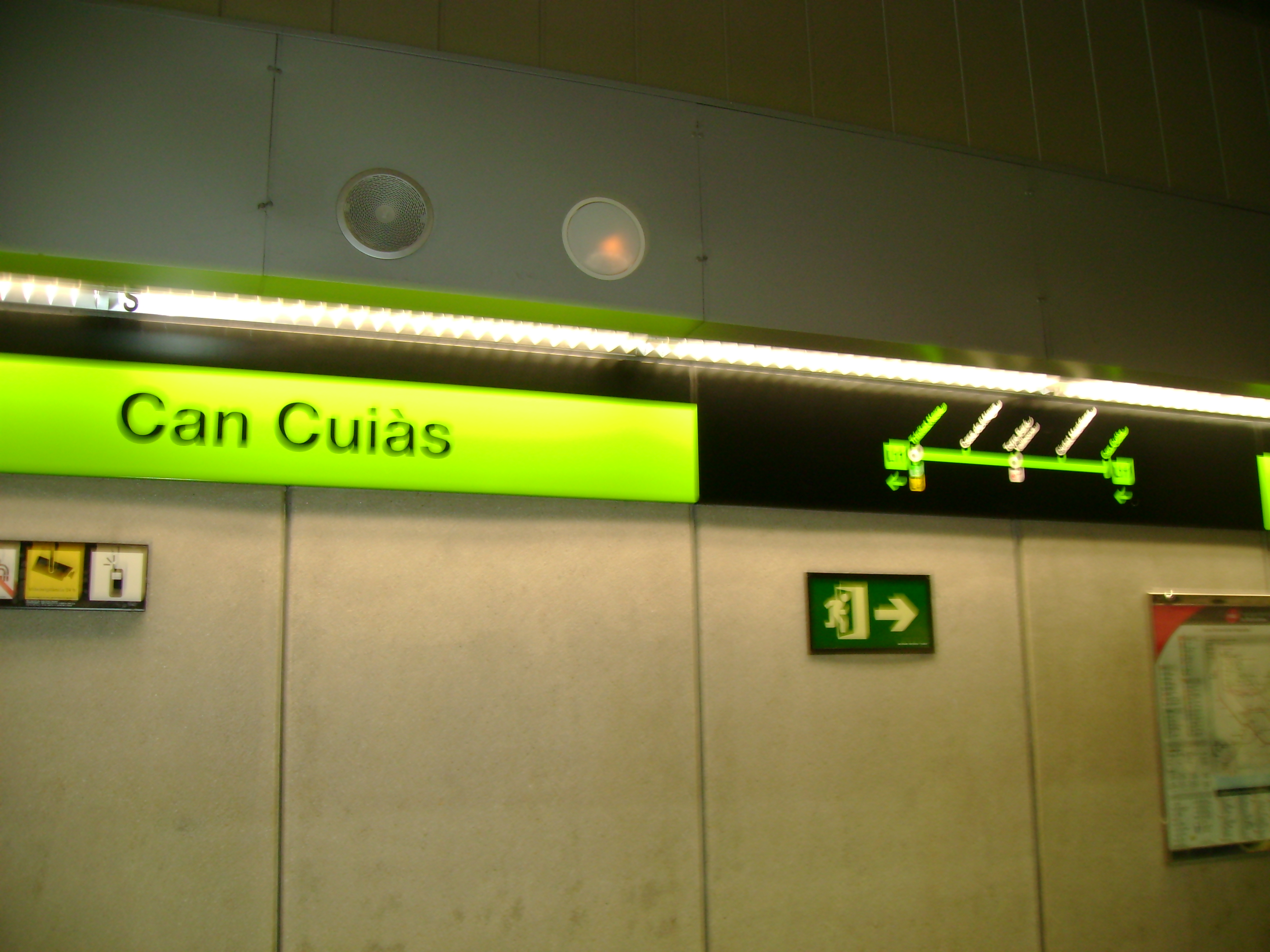
Estação Can Cuiàs.

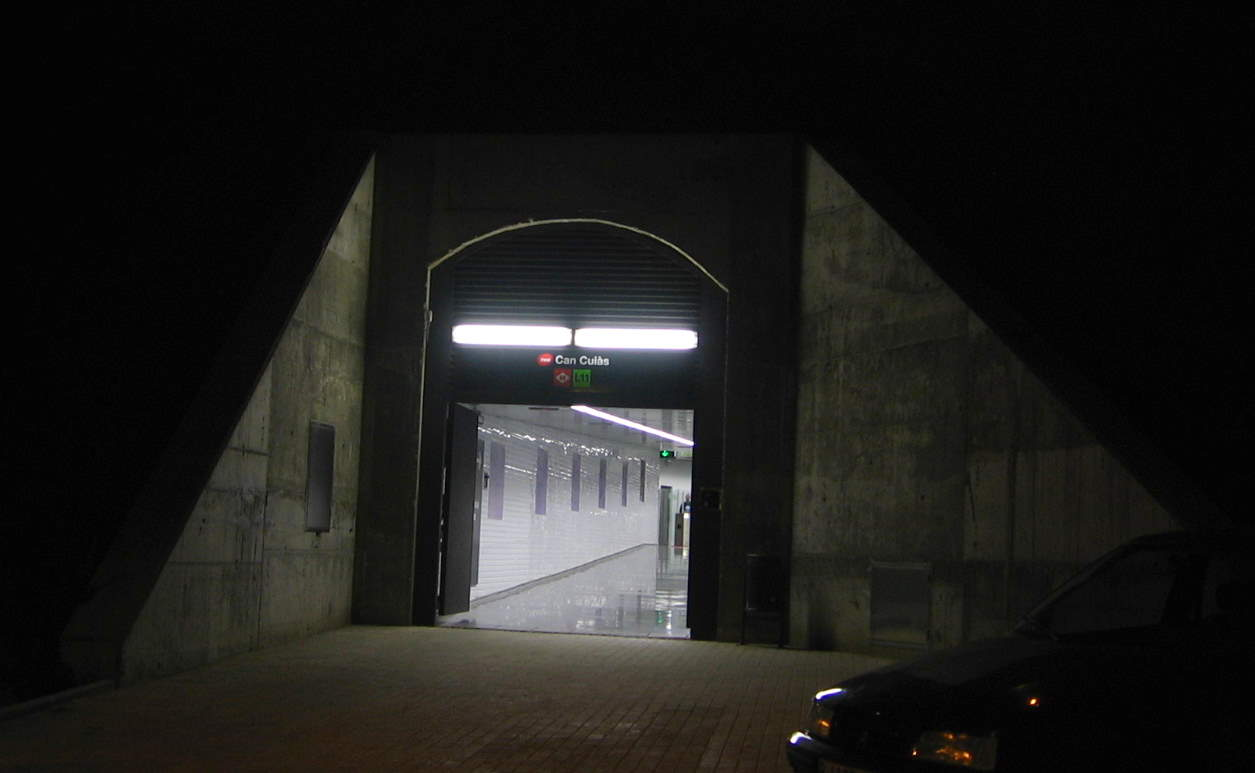
Estação Can Cuiàs em 2005.

Can Cuiàs é uma estação terminal metroviária da linha Linha 11 do Metro de Barcelona.

## Localização
Está localizado no bairro de Can Cuiàs (Montcada), na região de Vallès Occidental. Foi inaugurado em 2003, com a inauguração da linha. Permitiu aliviar uma boa parte dos problemas de isolamento que historicamente tem sofrido o distrito de Can Cuiàs.

## Características
É uma estação de via única ligada a uma segunda estação, não acessível aos passageiros que é utilizada para o estacionamento dos trens da linha.
Em outubro de 2008 Can Cuiàs foi a primeira estação da linha a inaugurar portas automáticas de acesso aos trens  sincronizadas com as portas dos vagões, em preparação para transformar a linha em automática com as composições operando sem condutor.

## Arte na estação
Um concurso público definiu como seria a decoração da estação. Por votação dos residentes nas proximidades foi escolhido os trabalhos do grupo Turisme Tàctic entre as propostas dos diferentes artistas que participaram no concurso. A estação conta com uma série de painéis cerâmicos que fazem uma viagem pela história da região desde o período Neolítico até os dias atuais.

## Expansão
A estação terminal, é uma das opções para ser integrada na linha 4, estendida aos Vallès até o cemitério de Collserola.

## Acesso à estação
- Circumval·lació
- Les Fustes